# Псезуапсе
Псезуапсе (рус. Псезуапсе; адиг. Псышӏопэпс) малена је река која протиче преко територије Сочинског округа Краснодарског краја, на југозападу Руске Федерације.
Свој ток започиње на обронцима планине Грачевски, на крајњем западном делу Великог Кавказа. Са дужином тока од 39 км четврта је по величини река у припадајућем округу, одмах после Мзимте, Шахеа и Сочија. Површина њеног басена је око 290 км², а просечан проток око 15,4 м³/с.
Улива се у Црно море код насеља Лазаревскоје.